# فارنژیت
'فارِنژیت (به انگلیسی: Pharyngitis) یا التهاب گلو، به عنوان یک علامت در بسیاری از بیماری‌های عفونی و التهابی دستگاه تنفس فوقانی دیده می‌شود. این علامت بسیار شایع می‌باشد. بسیاری از عوامل ویروسی و باکتریال و حتی غیرعفونی باعث فارنژیت می‌شوند. فارنژیت می‌تواند باعث ورم لوزه‌ها شود و گاه با تب و سرفه همراه است.

## علل فارنژیت حاد

### باکتریایی
- شایع‌ترین نوع فارنژیت باکتریایی، فارنژیت استرپتوکوکی است. عامل ایجادکننده در فارنژیت استرپتوکوکی همان‌طور که از نامش پیدا است، یک باکتری به نام استرپتوکوک می‌باشد. استرپتوکوک باعث ایجاد گلودرد، قرمزی و اگزودا (پوشش زرد روی لوزه‌ها)، پتشی یا دانه‌های قرمز روی فضای خلفی حلق می‌شود. همراه با تب، بزرگ شدن غدد لنفاوی قسمت قدامی گردن، سردرد، دل درد و استفراغ هم وجود دارد. در این بیماری معمولاً سرفه، عطسه و آبریزش بینی فراوان وجود ندارد. تشخیص قطعی این بیماری با کشت حلق یا تست سریع ترشحات حلق از نظر وجود استرپتوکوک است. تست سریع به‌طور وسیع در دسترس پزشکان در ایران نیست و کشت حلق هم در صورت اعتماد به آزمایشگاه و بیمار باید انجام شود، بنابراین تشخیص فارنژیت استرپتوکوکی در ایران معمولاً بر اساس علائم بالینی انجام می‌شود. وجود استرپتوکوک در حلق انسان و رشد آن در صورت عدم درمان و کنترل بیماری، ممکن است منجر به تب روماتیسمی شود و از این نظر، درمان آن حائز اهمیت بسیار است.
- سایر علل عبارت‌اند از:
  - دیفتری
  - باکتری گونوکوک (باکتری مولد عفونت سوزاک)

### ویروسی
- اکثر عوامل ایجاد کنندهٔ فارنژیت، ویروس‌ها هستند[۱] که می‌توانند با تب و ضایعات تاولی در ناحیه حلق و دهان، خستگی، عطسه و سرفه همراه باشند. این ویروس‌ها از گروه انتروویروسها می‌باشند و می‌توانند ضایعات جلدی نیز ایجاد کنند.
- ویروس سرخک
- سایر ویروس‌های درگیرکننده دستگاه تنفس مثل رینوویروس (ویروس سرماخوردگی) و کروناویروس را نباید فراموش کرد. این‌ها می‌توانند مشکلاتی برای گوش و شش‌ها نیز ایجاد کنند.
- ویروس اپشتین بار نیز به عنوان یکی از علایم خود باعث ایجاد فارنژیت اگزوداتیو در ناحیه حلق می‌شود.
- ویروس هرپس سیمپلکس تیپ I (تبخال)، در صورت ایجاد عفونت اولیه ممکن است باعث ضایعات زخمی و تاولی در داخل دهان همراه با تب و بی‌اشتهایی شود. این ضایعات ممکن است حتی به کنار لب نیز تجاوز نمایند. درمان علامتی برای درد، التهاب شدید و درمان ضد ویروس در این گونه موارد انجام می‌شود.
- ویروس آبله مرغان (مواجه شدن با ویروس آبله، یا بیمار مسن که دچاره زونا باشد، می‌تواند در برخی افراد که سیستم ایمنی ضعیف یا حساس دارند، (حتی در صورت ابتلای قبلی به آبله) ایجاد فارنژیت کند.
- عفونت‌های شدیدتر در ناحیه فارنکس می‌تواند به صورت ژنژیویت نکروزان اولسراتیو (ضایعات زخمی‌شوندهٔ لثه‌ها) توسط عوامل بی‌هوازی دهان باشد و فرم شدیدتر آن آنژین لودویگ به صورت سلولیت در ناحیه قسمت فکی و زیرزبانی است که با درگیری عوامل بی‌هوازی همراه بوده و نیاز به بستری و درمان با آنتی‌بیوتیک وریدی دارد.

### قارچی
- کاندیدیازیس
- stachybotrys alternas

### سایر
- کلامیدیا
- انگل توکسوپلاسما

### علل غیرعفونی
- مواد شیمیایی

## علل فارنژیت مزمن
- وجود عفونت پایدار در اطراف حلق (مانند ورم مخاط بینی مزمن، ورم لوزه مزمن، سینوزیت مزمن، عفونت دندانی، گلودرد مزمن)
- تنفس دهانی (مانند بسته شدن بینی به دلیل پولیپ، تومور یا بیرون زدگی دندان به سمت لب‌ها)
- حساسیت مزمن (مانند سیگار زیاد، جویدن تنباکو، خوردن غذاهای تند، مصرف زیاد الکل)
- آلودگی محیطی (محیط پردود یا هوای کثیف شهر)
- هوار کشیدن (باعث صدمه به حلق و حنجره و فارنژیت مزمن می‌شود)

## انواع فارنژیت مزمن
1. فارنژیت زکامی
2. فارنژیت دانه‌دار (تصویر)

## علائم کلی فارنژیت مزمن
- درد یا مشکل در گلو بخصوص در اول صبح
- احساس وجود چیز خارجی در حلق
- خستگی صدا
- سرفه

### علائم فارنژیت زکامی
- گرفتگی دیواره حلق
- تراکم خون در رگ‌های روی حلق
- تراوش خلط زیاد

زرد رنگ

### علائم فارنژیت دانه‌دار
- برجستگی روی دیوارهٔ حلق
- گرفتگی حلق
- تراکم خون در رگ‌های روی حلق
- وجود غدد کوچک برجسته روی حلق
- کشیده شدن ماهیچه‌های کنار حلقی در چپ و راست.
- ورم زبان کوچک

## درمان
در صورتی که منبع بیماری باکتریایی یا قارچی باشد از درمان با آنتی‌بیوتیک‌ها یا داروهای ضدقارچ استفاده می‌کنند. در صورتی که منبع بیماری ویروسی باشد درمان بسته به نوع ویروس متفاوت است. در درمان فارنژیت مزمن باید بیماری‌ای که موجب فارنژیت شده‌است پیدا شده و درمان شود. در درمان فارنژیت دانه‌دار گاهی از لیزر برای از بین بردن دانه‌های ته حلق استفاده می‌شود.
نکتهٔ قابل ذکر این است که به‌طور کلی در درمان فارنژیت‌ها از دگزامتازون استفاده نشود. چون اکثر عوامل ویرال در اثر تزریق این دارو شدت یافته علی‌رغم بهبود آنی و ظاهری بیمار طولانی شدن عفونت و دورهٔ بیماری‌زایی را به‌دنبال دارد. عموم بیماران فردای پس از تزریق دگزامتازون از بدتر شدن علائم بالینی خود شکایت دارند. اما استفاده از ضد التهاب نظیر ناپروکسن یا تولمتین یا بروفن بلامانع است. از تجویز آسپیرین در دوران اپیدمی آنفلوآنزا بعلت احتمال ایجاد سندرم ری پرهیز شود.